# Grenzbrigade 12

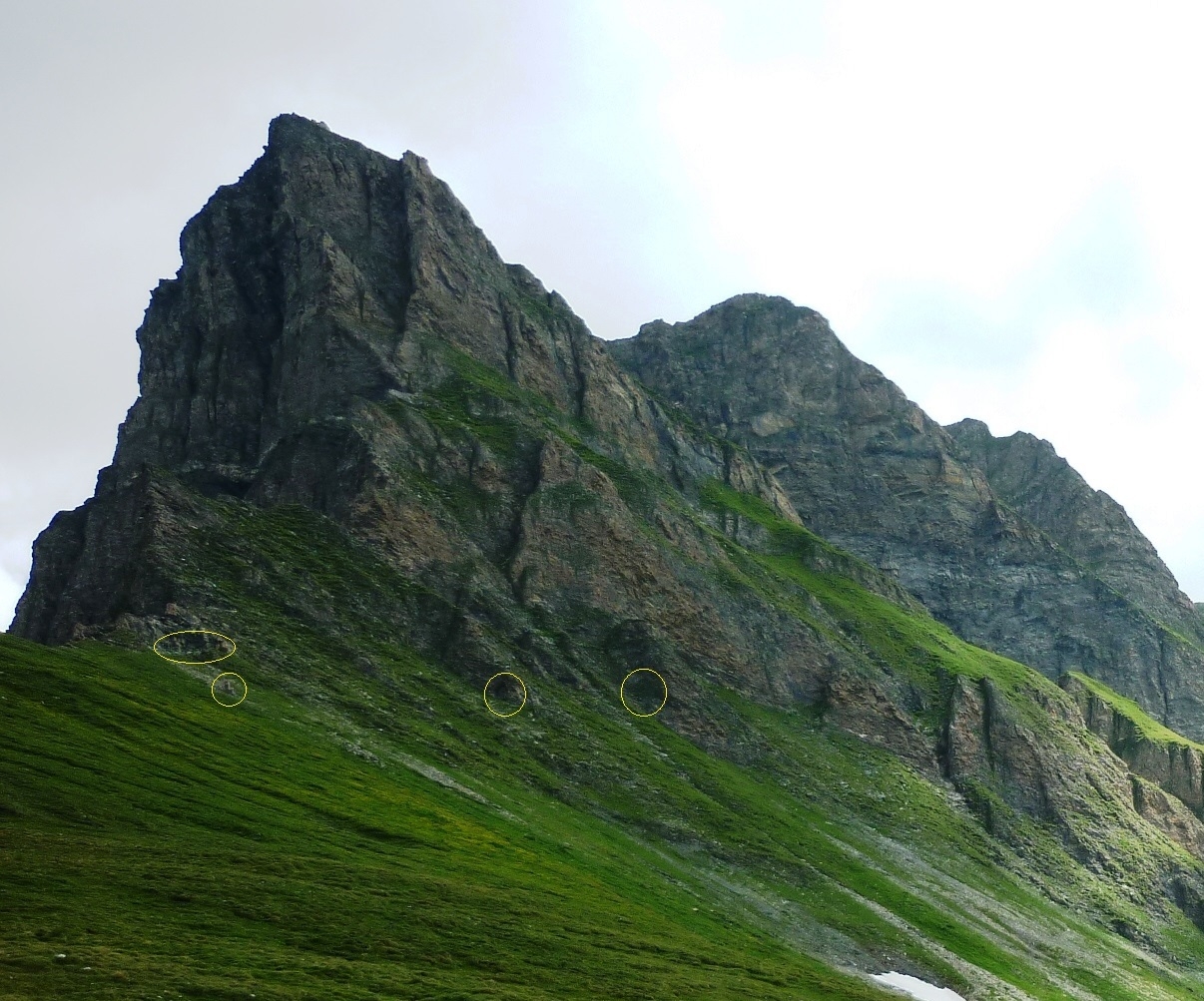
Kavernen am Safierberg

Die Grenzbrigade 12 war eine von elf Grenzbrigaden der Schweizer Armee. Sie war dem 3. Armeekorps (seit 1961 Gebirgsarmeekorps 3, Geb AK 3) unterstellt und bestand von 1938 bis 1994 (Armee 95).

## Geschichte

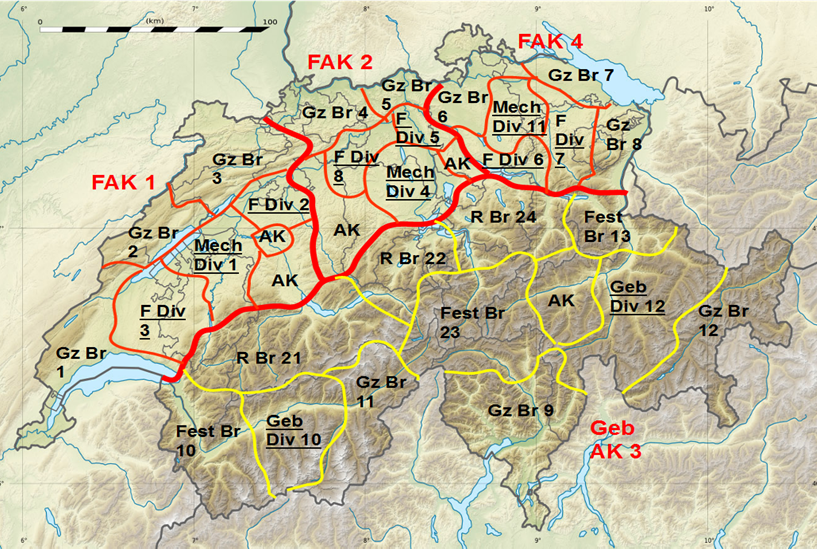
Grenzbrigade 12 im Grunddispositiv von 1992

Die Grenztruppen wurden in Übereinstimmung mit dem Haager Abkommen mit der Truppenordnung 1938 (TO 38) neu organisiert und 11 Grenzbrigaden (Gz Br) geschaffen. Neben den Grenzfüsilierbataillonen verfügten sie über eine Kompanie Radfahrer, motorisierte Mitrailleure und Infanteriekanoniere.
Damit die Grenzverteidigung (Grenzbesetzung) trotz der rasanten Weiterentwicklung der Kriegstechnik glaubwürdig blieb, beschloss der Bundesrat die Verteidigungslinie mit permanenten in der Tiefe gestaffelten Grenzbefestigungen zu verstärken. 1935 liessen die Bundesbehörden das Büro für Befestigungsbauten (BBB) wieder beleben und ab 1937 wurde vorerst bei der Grenzbefestigung (Festung Sargans usw.) wieder gebaut.
Die Grenzbrigade 12 war für Ausbildung und Einsatzvorbereitung dem 3. Armeekorps zugewiesen. Die Unterstellung während des Einsatzes wurde durch den jeweiligen Operationsplan bestimmt. In allen Verbänden der Grenztruppen wurden Milizsoldaten mit Wohnsitz im Einsatzraum eingeteilt, weil die Grenztruppen im Mobilmachungsfall als erste aufgeboten wurden und sofort einsatzbereit sein mussten, damit die Mobilmachung des Gros der Armee nicht gestört werden konnte.

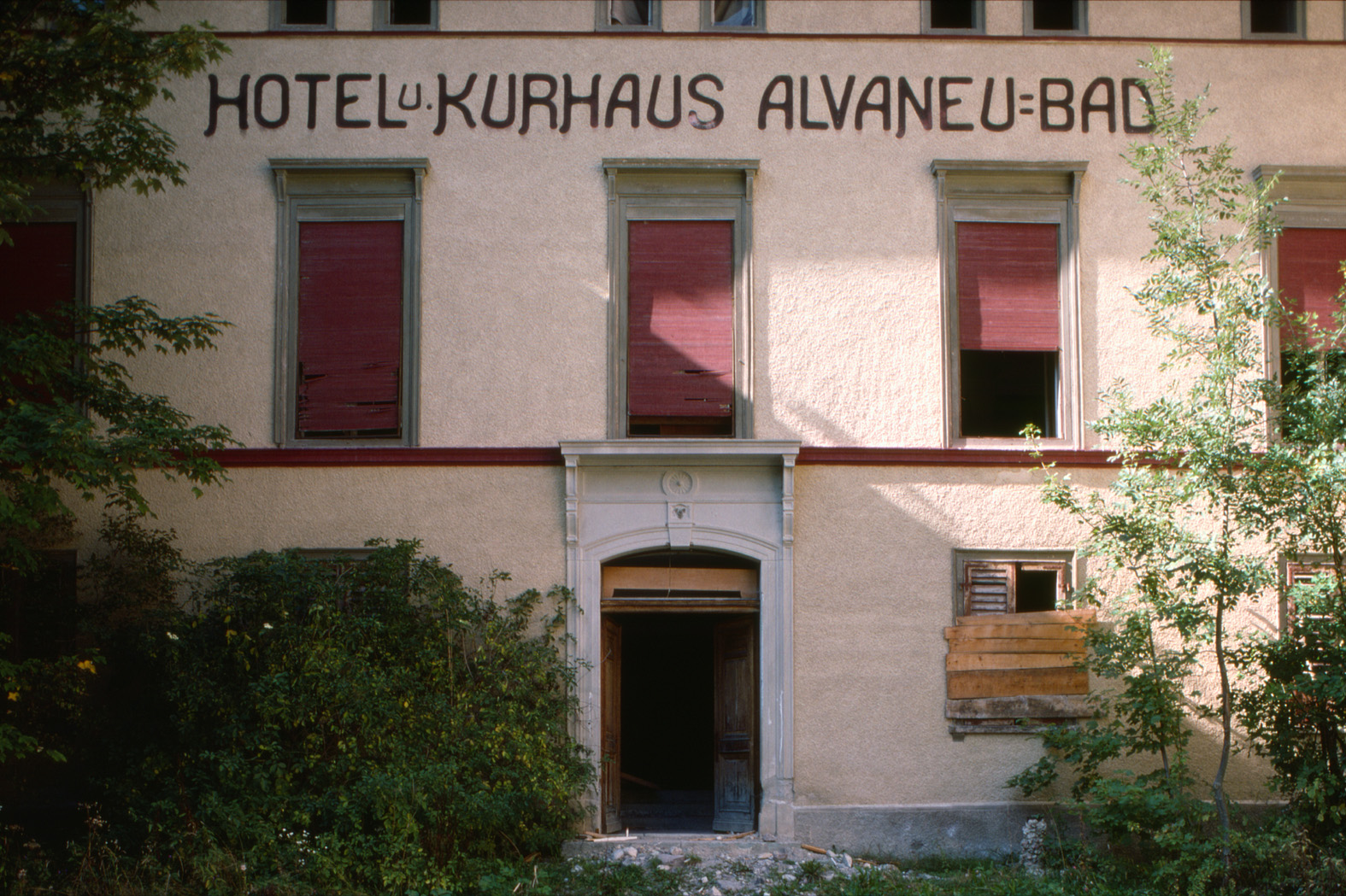
Kommandoposten KP Kurhaus Alvaneu Bad

Die Grenzbrigade 12 besass während des Zweiten Weltkrieges im bündnerischen Raum fünf Artilleriewerke, rund 50 Infanteriesperrwerke und über 150 befestigte Einzelobjekte sowie rund 150 Sprengobjekte (zur Sprengung vorbereitete Brücken, Felsgalerien und Tunnel).
Bunker und Festungswerke wurden an taktisch wichtigen Orten und Engnissen errichtet, um das starke Gelände ausnützen und einen gegnerischen Angriff verzögern zu können. Das Hauptquartier befand sich während des Zweiten Weltkriegs im Kurhaus Alvaneu Bad.
Während der Armee 61 wurde zwischen 1961 und 1963 der Kommandoposten KP Alvaneu A 7808 im Tobel La Val in Alvaneu ⊙ als Stollen- und Kavernensystem gebaut. Bei einer Verschiebung des Einsatzraumes gab es eine zweite Führungsanlage in der Tiefgarage eines grossen Hotels in St. Moritz.⊙
Alle Werke wurden bis 1995 in einsatzbereitem Zustand gehalten: Sprengobjekte waren geladen, die Munition in den Festungswerken wurde alle sechs Jahre ausgewechselt und wieder versiegelt.

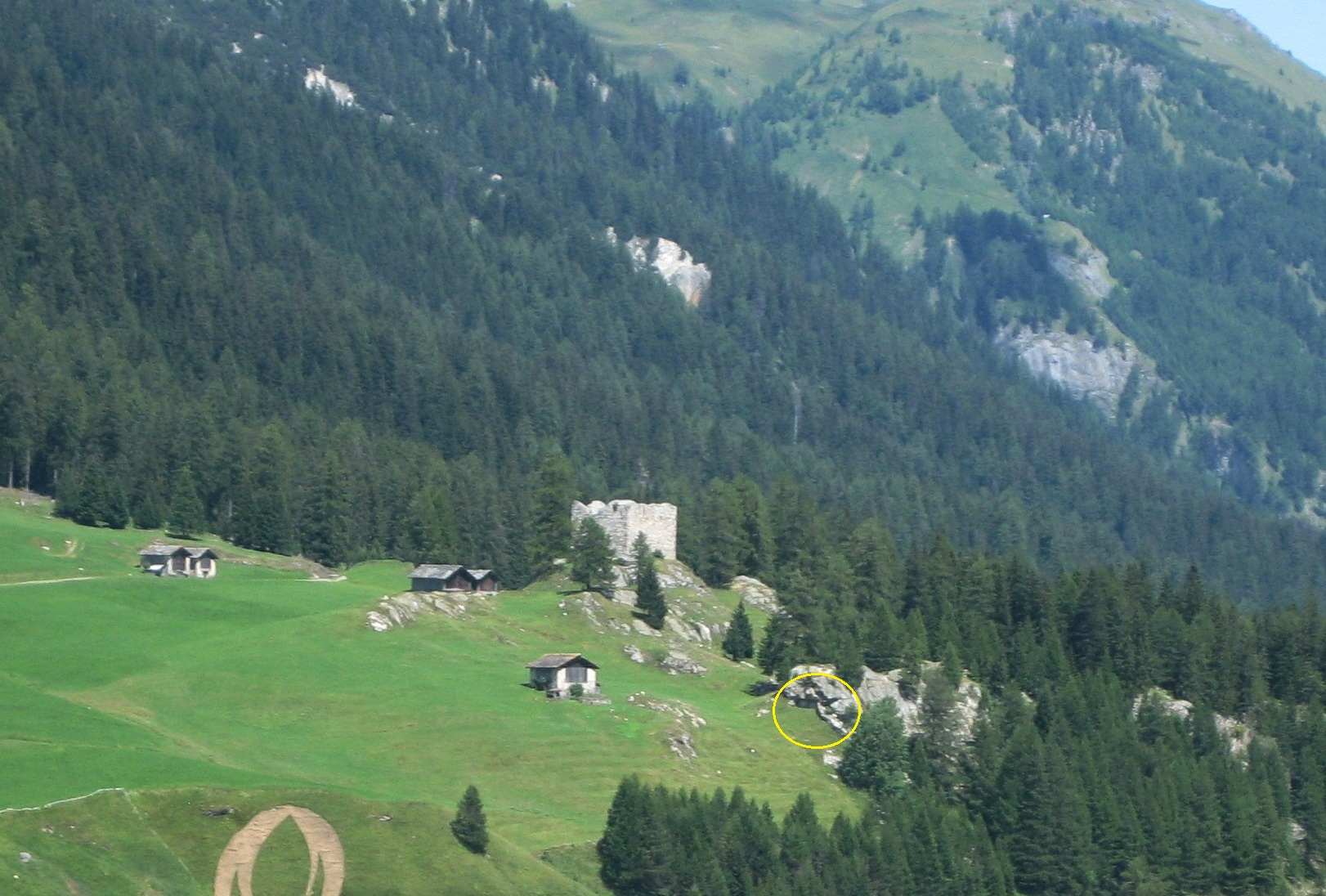
Sperrstelle Splügen

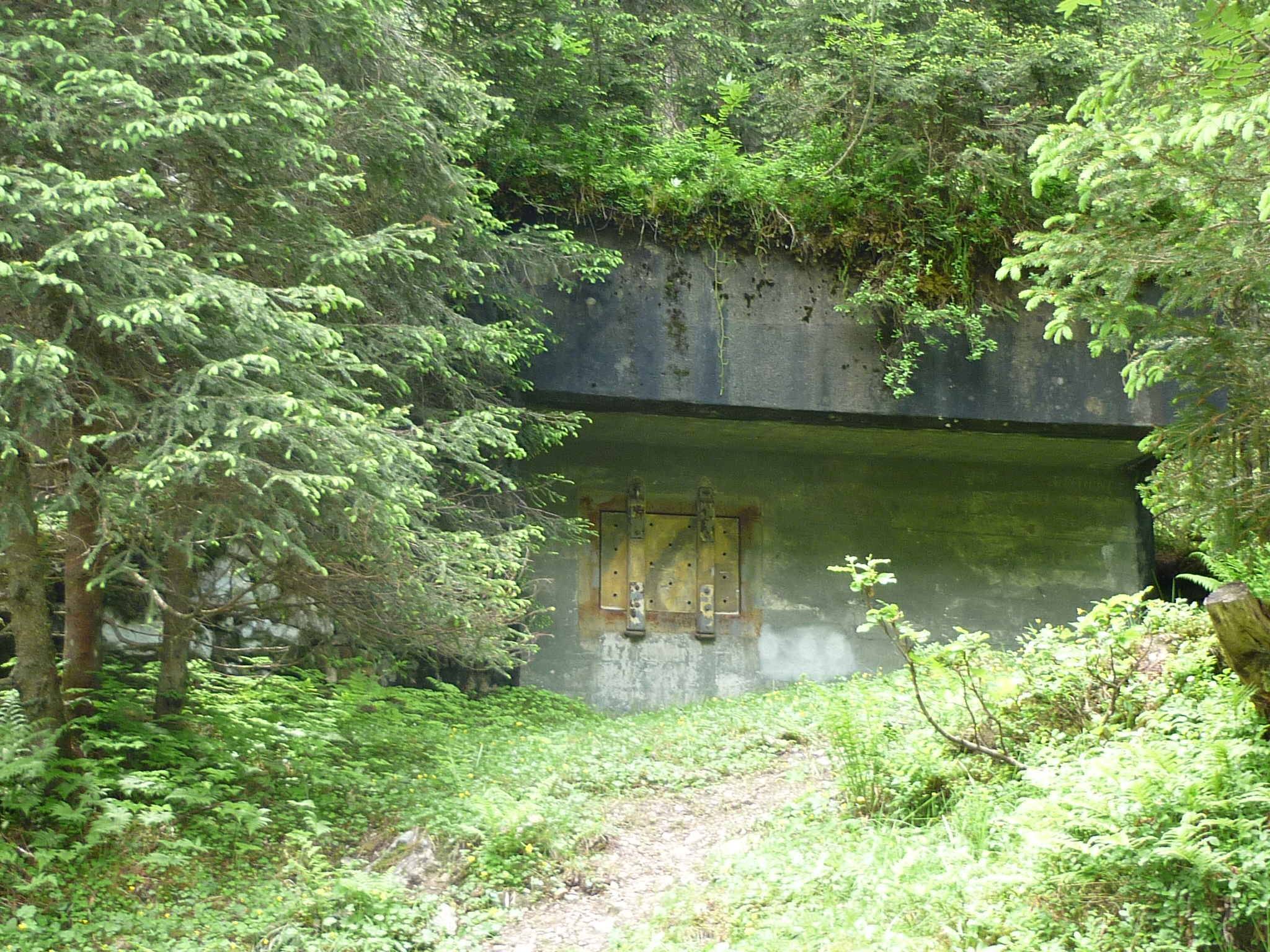
Sperrstelle Pardenn, Klosters

Das Territorium der Grenzbrigade 12 schloss sich südöstlich an jenes der Gebirgsdivision 12 an
und erstreckte sich von dort bis zu Landesgrenze. Dazu gehörten das Unter- und Oberengadin, das Münstertal, das Puschlav und das Bergell.
Die Brigade hatte den Abnützungskampf ab Grenze zu führen, den Neutralitätsschutzdienst (NSD) sicherzustellen und die durch ihren Raum führenden Achsen zu sperren.

### Einheiten (Stand 1994)
Die Brigade wurde mit Bündner Milizsoldaten gebildet:
- Werkkompanien 32, 33, 34, 35 kümmerten sich um die Infanteriewerke
- Festungsabteilung 112: Kompanien I/112 Artilleriewerk Crestawald (gehörte zur Gebirgsdivision 12), II 12 cm Festungsminenwerfer, Kompanien III, IV, V mit mobilen (gezogenen) Haubitzen.

### Artilleriewerke und Sperrstellen
Die Werke und Sperrstellen der Grenzbrigade 12 liegen im Kanton Graubünden. Zu einzelnen Sperrstellen gehören Artilleriewerke zur Feuerunterstützung:
- Sperrstellen (Sperrstellen von nationaler Bedeutung mit *[2]): Bondo, Berninahäuser*, Berninapass, Chamuera, Crastatscha, Dös, Gesero/Grono, Lai da Vons, Lavin*, Forcola di Livigno, Maloja, Medel, Ova Spin/Ofenpass*, Pardenn, Punt dal Gall, Ramosch, Reichenau, Rofla, Roveredo, Safierberg, San Bernardino, Schlappin, Schyn, S-chanf, Septimer, Splügen, Susch, Valserberg, Versam, Zernez, Zügen[3]

## Militärmuseum Alvaneu
Die Militärhistorische Stiftung Graubünden hat aus dem ehemaligen Kommandoposten A 7808 der Grenzbrigade 12 in Alvaneu ein Museum zum Thema Kalter Krieg erstellt. Die unterirdische Führungsanlage wurde in einer mehrjährigen Aufbauarbeit renoviert, damit die schweizweit einzigartigen Inhalte gezeigt werden können. Die Anlage ist seit Juni 2021 öffentlich zugänglich, Führungen finden mittwochabends statt.